# The Ape of Naples
The Ape of Naples är en skiva från 2005 med den engelska musikgruppen Coil. Albumet gavs ut året efter det att bandet formellt upplösts till följd av Jhonn Balances död, och bygger på material skrivet och inspelat under åren innan Balance gick bort, vilket senare omarbetats av Christopherson. Musikaliskt införlivar The Ape of Naples en mängd olika stilar, däribland ambient, klassisk musik, house/techno och industrimusik. Den sista låten, "Going Up", bygger på introt till den brittiska tv-serien Are You Being Served.

## Låtlista
1. Fire of the Mind
2. The Last Amethyst Deceiver
3. Tattooed Man
4. Triple Sun
5. It's in My Blood
6. I Don't Get It
7. Heaven's Blade
8. Cold Cell
9. Teenage Lightning 2005
10. Amber Rain
11. Going Up